# Vladimír Padrta
Vladimír Padrta, né le 7 octobre 1952, à Brno, en Tchécoslovaquie et décédé le 15 septembre 2009, à Bratislava, en Slovaquie, est un ancien joueur tchécoslovaque de basket-ball.